# Boregah Indah
Boregah Indah is een bestuurslaag in het regentschap Sukabumi van de provincie West-Java, Indonesië. Boregah Indah telt 3089 inwoners (volkstelling 2010).